# Consoană labiopalatală
o consoană labiopalatală este a cărei articulare se realizează concomitent prin rotunjirea buzelor și atingerea sau apropierea rădăcinii limbii de vălul palatului.

## Caracteristici
Consoanele proprii labiopalatale sunt cele oclusive și nazale care apar în cadrul unor limbi, vorbite în special în Africa Centrală și Estică, și sunt comune în partea estică a Noii Guinee. Printre consoanele labiopalatale identificate în limbile lumii se numără [c͡p, ɟ͡b, ɲ͡m], ilustrate în tabelul de mai jos:
| IPA  | Descriere                     | Exemplu | Exemplu    | Exemplu | Exemplu      |
| IPA  | Descriere                     | Limbă   | Ortografie | IPA     | Semnificație |
| ---- | ----------------------------- | ------- | ---------- | ------- | ------------ |
| [c͡p] | oclusivă labiopalatală surdă  |         |            |         |              |
| [ɟ͡b] | oclusivă labiopalatală sonoră |         |            |         |              |
| [ɲ͡m] | nazală labiopalatală          |         |            |         |              |